# 崔村镇
崔村镇是中国北京市昌平区下辖的一个镇。

## 行政区划
崔村镇下辖以下村级单位：
西崔村、西辛峰村、大辛峰村、棉山村、南庄营村、南庄村、东崔村、真顺村、麻峪村、香堂村、西峪村和八家村